# Robert Stannard
Robert Stannard (* 16. září 1998) je australský profesionální silniční cyklista jezdící za UCI WorldTeam Alpecin–Deceuninck.

## Kariéra
Stannard se měl původně připojit k týmu Mitchelton–Scott na začátku sezóny 2019, ale nakonec se stal členem týmu už v říjnu 2018 po své druhé sezóně s doplňkovým týmem Mitchelton–BikeExchange a zaznamenal umístění mezi deseti nejlepšími na jednodenním závodu Japan Cup. V říjnu 2020 byl jmenován na startovní listině Vuelty a España 2020.
V září 2021 Stannard podepsal dvouletou smlouvu s belgickým týmem Alpecin–Fenix od sezóny 2022.

## Hlavní výsledky
2017
Rhône-Alpes Isère Tour
vítěz 3. etapy
Toscana-Terra di Ciclismo
2. místo celkově
Paříž–Arras Tour
6. místo celkově
Mistrovství Oceánie
7. místo silniční závod do 23 let
7. místo časovka do 23 let
Giro Ciclistico d'Italia
8. místo celkově
2018
vítěz Piccolo Giro di Lombardia
vítěz Gran Premio di Poggiana
vítěz Giro del Belvedere
2. místo Trofeo PIVA
Giro Ciclistico d'Italia
3. místo celkově
vítěz etapy 9b (ITT)
New Zealand Cycle Classic
3. místo celkově
 vítěz soutěže mladých jezdců
3. místo Kolem Flander U23
4. místo Flèche Ardennaise
4. místo Trofeo Città di San Vendemiano
8. místo Japan Cup
9. místo Gravel and Tar
Tour de Bretagne
9. místo celkově
vítěz 7. etapy
2019
Settimana Internazionale di Coppi e Bartali
vítěz 1. etapy (TTT)
2020
2. místo Giro della Toscana
3. místo Giro dell'Appennino
8. místo Gran Piemonte
2021
6. místo Brabantský šíp
2022
Tour de Wallonie
 celkový vítěz
 vítěz bodovací soutěže
 vítěz soutěže mladých jezdců
6. místo Coppa Bernocchi

### Výsledky na Grand Tours
| Grand Tour      | 2020 | 2021 | 2022 |
| --------------- | ---- | ---- | ---- |
| Giro d'Italia   | —    | —    | —    |
| Tour de France  | —    | —    | —    |
| Vuelta a España | 76   | 119  | 81   |

| —   | Nezúčastnil se |
| DNF | Nedokončil     |